# Кевін Вест
Кевін Чарлз Вест, MMM , MSM , CD — прапорщик Королівських ВПС Канади. Він був старшим прапорщиком збройних сил Канади і, отже, найстаршим унтер-офіцером канадських військ. Раніше він був старшим прапорщиком ВПС Канади (RCAF).

## Військова кар'єра
Влітку 1983 року Вест вступив на службу до військово-морського резерву Канадських збройних сил. У січні 1985 року він перейшов до регулярних сил і був призначений на CFB Esquimalt. У 1987 році його підвищили до старшого матроса і відправили на HMCS Gatineau. Під час свого перебування у ВМС він плавав на кількох кораблях на східному узбережжі Канади.
У 1990 році він був переведений на посаду оператора радіоелектронних приладів і перейшов на службу до ВПС. У званні капрала він пройшов базову підготовку льотного екіпажу в 19 Wing Comox, а потім морську оперативну підготовку екіпажу в 404-ї ескадрильї. У 1991 році був призначений до 415-ї морської патрульної ескадрильї.
У 1995 році отримавши підвищення до сержанта, він взяв участь у кількох операціях, включаючи Op Sharp Guard на підтримку санкцій Організації Об'єднаних Націй у Боснії. Підвищений до прапорщика в 1998 році, він був призначений до ескадрильї 405 MP, а в 2000 році він був підвищений до старшого прапорщика і призначений до штабу 1 канадської авіадивізії. У 2006 році був знову підвищений і відправлений в школу аеронавігації Канадських військ. У червні 2007 року Вест був призначений першим унтер-офіцером (NCM) і комендантом Центру професійного розвитку NCM у Сен-Жані, Квебек. У 2011 році його вислали до Об’єднаної оперативної групи до Афганістану. У 2011 році Вест отримав відзнаку CDS від генерала Волта Натинчика за підтримку «не тільки бази, але й оточуючої громади в єдності після жахливих вбивств, здійснених колишнім старшим офіцером Трентона Расселом Вільямсом».
Кевін Вест пішов у відставку у 2018 році на тлі суперечок навколо «розважального польоту» колишнього хокеїста НХЛ Дейва «Тайґера» Вільямса, звинуваченого у нападі та сексуальному насильстві під час польоту (звинувачення були зняті пізніше в рамках досудового розслідування за угодою сторін). Незабаром після виходу на пенсію Кевін був знову найнятий CAF як цивільний підрядник і як адвокат жертв сексуального насильства.

## Нагороди та відзнаки
За свою військову кар'єру Вест отримав такі нагороди:
| Стрічка | Опис                                             | Примітки                                   |
|         | Орден військової заслуги (МММ)                   | - Член                                     |
|         | Медаль за заслуги (MSM)                          | - 2012 рік - Військова категорія           |
|         | Зірка генеральної кампанії                       | - Південно-Західна Азія                    |
|         | Медаль за особливі заслуги                       | - З 1 смужкою                              |
|         | Медаль канадської миротворчої служби             |                                            |
|         | Медаль Діамантового ювілею королеви Єлизавети II | - 2012 рік - Канадська версія цієї медалі. |
|         | Відзнака збройних сил Канади (CD)                | - З 2 застібками                           |

У 2011 році він отримав медаль за заслуги за лідерські зусилля в Афганістані. 